# Turistická značená trasa 9636
 Turistická značená trasa 9652 je 0,7 km dlouhá místní modře značená trasa Klubu českých turistů v okrese Jeseník spojující Sedlo Smrčník s chatou Smrčník a blízkým turistickým rozcestím. Převažujícím je severozápadní směr.

## Průběh trasy
Turistická trasa má svůj počátek v Sedle Smrčník na rozcestí se zeleně značenou trasou 4804 z Lipové-lázně k jeskyni Na Pomezí. Trasa stoupá lesní pěšinou kolem Mlýnského pramene severním směrem východním svahem Smrčníku nad účelovou komunikací spojující blízký lom s vápenkou, posléze se stáčí k západu k Chatě Smrčník. Od ní klesá po okraji louky opět severním směrem na rozcestí se žlutě značenou trasou 7805 z Lázní Jeseník na Smrk. Na něm končí.

## Turistické zajímavosti na trase
- Mlýnský pramen
- Chata Smrčník